# Công quốc Áo
Công quốc Áo (tiếng Đức: Herzogtum Österreich) là một công quốc thời Trung cổ của Đế chế La Mã Thần thánh, được thành lập vào năm 1156 bởi Privilegium Minus, khi Phiên hầu quốc Áo (Ostarrîchi) tách khỏi Bayern và trở thành một công quốc. Sau khi các công tước cầm quyền của Nhà Babenberg tuyệt tự, công quốc Áo chìm trong ba thập kỷ cạnh tranh quyền thừa kế và quyền cai trị cho đến khi vua Đức Rudolf I lên nắm quyền thống trị với tư cách là quốc vương đầu tiên của triều đại Habsburg vào năm 1276. Sau đó, Áo trở thành quê hương và tổ tiên của vương triều và là hạt nhân của đế chế Habsburg. Năm 1453, tước vị đại công tước của các nhà cai trị Áo, do Công tước Rudolf IV đưa ra trong Privilegium Maius giả mạo năm 1359 được chính thức thừa nhận bởi Hoàng đế nhà Habsburg, Friedrich III.

## Địa lý
Ban đầu, công quốc có diện tích tương đối nhỏ, bao gồm bang Hạ Áo ngày nay của Áo. Là một huyện biên giới trước đây, nó nằm ở ngoại vi phía đông của Đế chế, trên bờ bắc và phía nam sông Danube, phía đông của ("phía dưới") chi lưu sông Enns.
Drosendorf, Raabs, Laa và các công sự khác dọc theo sông Thaya, phía bắc vùng Waldviertel và Weinviertel trước đây và bị ngăn cách bởi dãy Manhartsberg, đánh dấu biên giới với Công quốc Bohemia (được nâng lên thành Vương quốc vào năm 1198) và vùng Moravia, cả hai vùng này đều do nhà Přemyslid của Séc nắm giữ. Ở phía đông, biên giới của Đế quốc giáp với Vương quốc Hungary (Slovakia ngày nay) đã dần dần dịch chuyển về phía đồng bằng sông Morava và vành đai phía đông của lòng chảo Vienna. Trên bờ phải của sông Danube, hạ lưu sông Leitha đánh dấu biên giới Đế quốc - Hungary trong nhiều thế kỷ. Ở phía nam, Áo giáp với vùng Steiermark, nơi cũng trở thành công quốc và thống nhất với Áo vào năm 1192.

## Lịch sử
Lãnh thổ ban đầu là nơi sinh sống của người Celt trong nhiều thế kỷ nhưng sau đó đã bị một số bộ lạc German vượt qua quá cảnh. Từ thế kỷ thứ 6, người Avar cũng như các bộ tộc Slav đã đến đây định cư, khoảng 600 người đã thành lập công quốc độc lập Carantania ở phía nam. Hãn quốc Avar được thành lập vào năm 567 bao gồm hầu hết các huyện biên giới của Áo sau này đến tận sông Enns, nơi giáp với công quốc bộ lạc Bayern của Đức. Tạm thời là một phần của Đế quốc Samo từ năm 631 đến năm 658, lãnh thổ này bị quân đội đế quốc Carolus của Charlemagne tấn công liên tục từ năm 791 trở đi.
Khoảng năm 800, Charlemagne, sau một số chiến thắng trước người Avar, đã thiết lập một huyện biên giới ở khu vực giữa sông Enns và sông Raab, được gọi là huyện biên giới Avar, một phần của marcha orientalis. Phiên hầu quốc Đông Francia lại bị mất vào tay quân Magyar xâm lược trong trận Pressburg năm 907 và được tái lập thành huyện biên giới Bayern thuộc Áo sau chiến thắng của Vua Otto I của Đức trong trận Lechfeld năm 955. Năm 976, Hoàng đế Otto II bổ nhiệm Leopold Vinh quang, một bá tước nhà Babenberg làm phiên hầu tước Áo. Tiếp theo là một quá trình định cư quy mô lớn của người Đức (Ostsiedlung) dọc theo sông Danube đến biên giới với Hungary, điều này cuối cùng đã phá vỡ sự liên tục của tiếng Slav giữa các vùng Tây Slav (Slovak) và Nam Slav (Slovene).

### Nhà Babenberg
Mặc dù ngày nay người ta thường nhớ đến Áo gắn liền với triều đại Habsburg nhưng cho đến năm 1246, Áo vẫn là lãnh địa của nhà Babenberg. Margrave Leopold Hào phóng (1136–1141) là một chư hầu trung thành của nhà Hohenstaufen trong cuộc đấu tranh chống lại nhà Welf ở Bayern. Năm 1139, sau khi Vua Conrad III của Đức phế truất công tước Heinrich Tự hào của nhà Welf, ông đã trao công quốc Bayern cho người em cùng cha khác mẹ của mình là Margrave Leopold. Anh trai của Leopold và là người kế vị Heinrich Jasomirgott đã gây hiềm khích với Bayern vào năm 1141. Năm 1156, Hoàng đế Friedrich Barbarossa của nhà Hohenstaufen tiến tới một cuộc dàn xếp với nhà Welf. Tại Nghị viện Hoàng gia năm 1156 ở Regensburg, Heinrich Jasomirgott đã phải từ bỏ công quốc Bayern để ủng hộ Heinrich Sư Tử. Để bù lại, phiên hầu quốc Babenberg đã được nâng lên thành một công quốc bình đẳng, được xác nhận bởi nhiều đặc quyền được ban cho bởi Privilegium Minus vào ngày 17 tháng 9.
Vị công tước mới của Áo đã đến cư trú tại Vienna tại nơi là Cung điện Hofburg sau này. Ông cũng thành lập tu viện Schottenstift để làm nhà thờ riêng của nhà Babenberg với các tu sĩ Ireland. Các vùng đất của Áo rất thịnh vượng do vị trí thuận lợi của nó trên sông Danube, nằm trên tuyến đường thương mại quan trọng từ Krems và Mautern qua Vienna xuống Hungary và Đế quốc Byzantine. Trong một thời gian ngắn, nhà Babenberg trở thành một trong những gia tộc cầm quyền có ảnh hưởng nhất trong Đế quốc, đạt đỉnh cao dưới triều đại của Leopold V Đạo đức (1177–1194) và Leopold VI Vinh quang (1194–1230). Năm 1186, họ ký Hiệp ước Georgenberg với công tước nhà Otakar đầu tiên và cuối cùng là Ottokar IV xứ Steiermark, sau khi ông qua đời vào năm 1192, và có được các vùng đất liền kề Steiermark ở phía nam, được cai trị cùng với Áo trong liên minh cá nhân cho đến năm 1918. Họ cũng mở rộng lãnh thổ của họ vào vùng đất của Bayern trước đây ở phía tây sông Enns, dọc theo sông Traun đến thành phố Linz, thủ phủ tương lai của Thượng Áo.

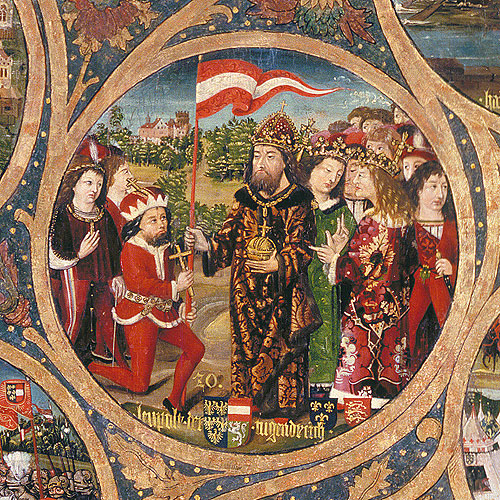
Leopold V được Hoàng đế Henry VI trao tặng biểu ngữ đỏ-trắng-đỏ, chi tiết từ Babenberg Pedigree, Klosterneuburg

Năm 1191, Công tước Leopold V tham gia cuộc Thập tự chinh lần thứ ba và Cuộc vây hãm Acre. Sau khi thành phố bị chinh phục và chiếm đóng, ông đã có một cuộc cãi vã gay gắt với Vua Richard Sư Tử Tâm, được cho là về việc Leopold treo biểu ngữ nhà Babenberg của mình bên cạnh các lá cờ hoàng gia của Richard và Philippe II của Pháp. Khi nhà vua Anh đi qua Áo trên đường về nhà, Leopold đã bắt cóc Richard và giam cầm tại Lâu đài Dürnstein. Được giao cho Hoàng đế Heinrich VI, Richard chỉ được trả tự do sau khi trả một khoản tiền chuộc khổng lồ và Leopold đã sử dụng nó để xây dựng pháo đài Wiener Neustadt gần biên giới Hungary. Theo truyền thuyết, vị hoàng đế đã cho ông dùng hai màu đỏ - trắng - đỏ mà sau này trở thành quốc kỳ của Áo.
Con trai của ông là Leopold VI, người cai trị duy nhất của các vùng đất Áo và Steiermark từ năm 1198, đã kết hôn với công chúa Byzantine Theodora Angelina và sau đó gả con gái Margarete cho Heinrich nhà Hohenstaufen, con trai của Hoàng đế Friedrich II vào năm 1225. Những người hát tình ca nổi tiếng như Reinmar von Hagenau và Walther von der Vogelweide là khách thường xuyên của triều đình Vienna và thơ ca bằng tiếng Đức Trung kỳ Trung cổ phát triển mạnh mẽ. Bài thơ Nibelungenlied có lẽ đã ra đời ở vùng đất Áo.
Tuy nhiên, con trai của Leopold, Công tước Friedrich II Kẻ hiếu chiến, đã tham gia vào những cuộc xung đột gay gắt ngay sau khi lên ngôi vào năm 1230, không chỉ với giới quý tộc Áo, mà còn với Vua Václav I của Bohemia, Vua András II của Hungary và với cả Hoàng đế Friedrich II vì cáo buộc vướng vào cuộc nổi loạn của anh rể của ông là Heinrich nhà Hohenstaufen. Người sau khiến ông bị Hoàng gia cấm chiếu và trục xuất khỏi Vienna vào năm 1236. Mặc dù sau đó ông có thể hòa giải với Hoàng đế, xung đột biên giới với Hungary đã lên đến đỉnh điểm với một số cuộc đụng độ vũ trang sau năm 1242, sau khi Vua Béla IV của Hungary tiến quân vào Áo để tái chiếm đóng các vùng đất bị chiếm trước đây. Công tước Friedrich bị giết trong trận sông Leitha năm 1246 khiến nhà Babenberg tuyệt tự ở dòng nam.

### Vận may và sự sụp đổ của Vua Ottokar
Theo luật phong kiến, các khoản phí thừa kế thuộc về vua, Hoàng đế La Mã Thần thánh. Tuy nhiên, Hoàng đế Friedrich II, trong những năm cai trị cuối cùng của mình, đã suy yếu do cuộc đấu tranh chống lại Giáo hoàng Innocent IV và bị mắc kẹt trong các cuộc Chiến tranh Ý giữa nhà Guelfi và nhà Ghibellini. Cái chết của ông vào năm 1250 và cái chết của người con trai duy nhất còn sống của ông là Vua Konrad IV bốn năm sau đó đã kết thúc sự cai trị của nhà Hohenstaufen, chỉ tám năm sau khi triều đại Babenberg bị diệt vong. Sự tuyệt tự đã dẫn đến Đại đứt quãng, một khoảng thời gian kéo dài vài thập kỷ trong đó ngôi vị cai trị đất nước bị tranh chấp. Trong những năm sau đó, có một số ứng cử viên được bầu làm Vua của người La Mã nhưng không ai trong số họ có thể kiểm soát Đế quốc.

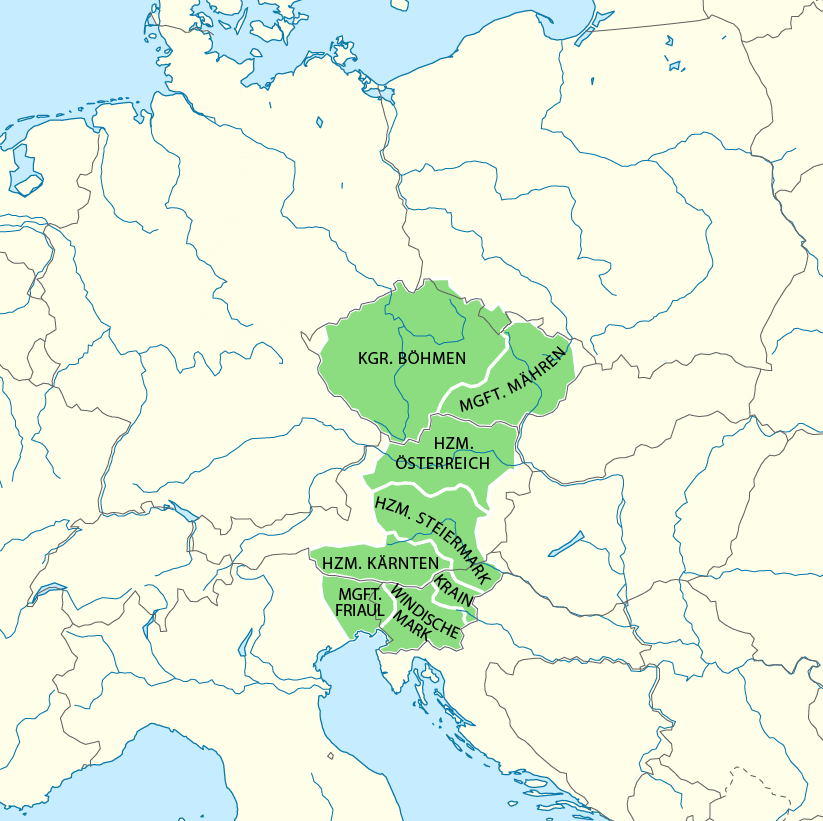
Lãnh thổ của Ottokar cho đến năm 1276 chồng lên biên giới châu Âu hiện đại

Otakar II của Bohemia, con trai của Vua Wenceslaus I, một người đầy tham vọng, đã nhân cơ hội này để nắm quyền cai trị vùng đất "không có vua" của cố Công tước Friedrich II Kẻ hiếu chiến. Theo Privilegium Minus, Giáo hoàng Innocent IV, người chống lại nguyên tắc phong kiến về thừa kế theo dòng dõi, đã xác nhận quyền thừa kế của chị gái Margaret của Friedrich, người vợ góa của Henry nhà Hohenstaufen và cháu gái Gertrud, vợ góa của anh trai Otakar, Margrave nhà Přemyslid Vladislaus của Moravia đã qua đời năm 1247. Sau cái chết của người chồng thứ hai của Gertrud là margrave Hermann VI xứ Baden, vào năm 1250, Otakar xâm lược vùng đất Áo và được giới quý tộc địa phương hoan nghênh. Để chứng minh cho quyền làm vua của mình, ông kết hôn với Margaret (hơn ông khoảng 30 tuổi) vào năm 1252. Vua Béla IV của Hungary không thừa nhận điều này, đề cập đến cuộc hôn nhân thứ ba của Gertrud với người họ hàng Roman Danylovich của ông và chiếm vùng Steiermark. Tuy nhiên, Otakar đã đánh bại quân Hungary trong trận Kressenbrunn. Làm vua Bohemia từ năm 1253, giờ đây Otakar là người cai trị duy nhất của các vùng đất Bohemia, Moravia, Áo và Steiermark — một điềm báo trước cho Chế độ quân chủ Habsburg hiện đại đầu tiên sau năm 1526.
Năm 1269, Otakar cũng kiểm soát Công quốc Kärnten, với Carniola và huyện biên giới Windic xa hơn ở phía nam. Nhìn chung, ông đã kiểm soát một lãnh thổ Trung Âu trải dài từ biên giới Ba Lan ở Sudetes đến bờ biển Adriatic ở phía nam. Khi không được bầu làm Vua của người La Mã vào năm 1273, ông đã không thừa nhận việc bầu ứng cử viên thành công, bá tước Schwaben Rudolf I của Đức. Tuy nhiên, Rudolf vẫn có thể đảm bảo quyền cai trị của mình trên tư cách là vị vua người Đức thực sự đầu tiên sau Đại đứt quãng. Bằng quyền lực Hoàng gia của mình, ông đã chiếm giữ các lãnh thổ "bị xa lánh" của Otakar và thêm chúng vào vùng đất vốn đã rộng lớn của mình ở Schwaben. Vua Otakar cuối cùng đã bị đánh bại và bị giết bởi các lực lượng thống nhất của Áo và Hungary trong Trận chiến năm 1278 ở Marchfeld.

### Nhà Habsburg

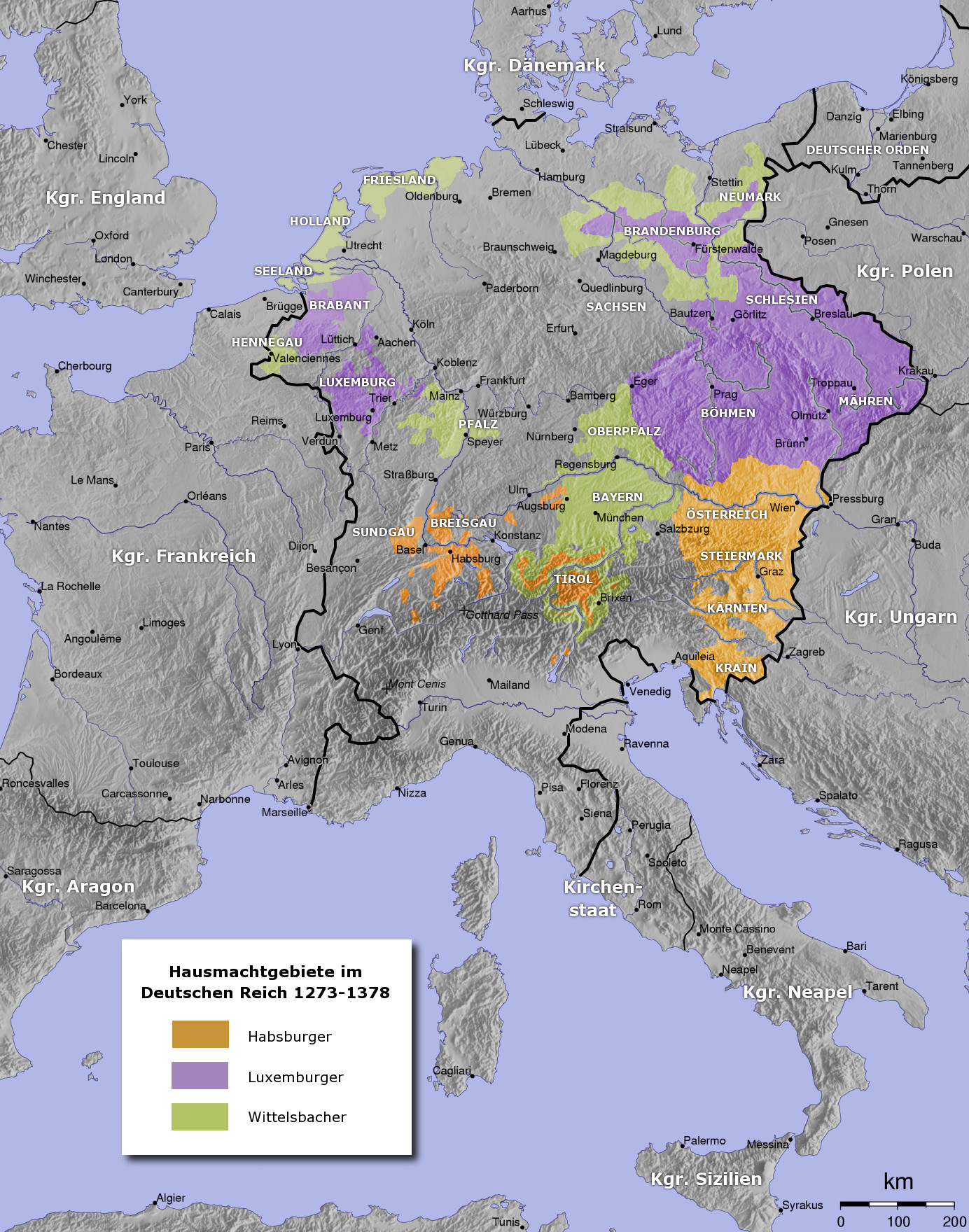
Các lãnh thổ của nhà Habsburg (cam), nhà Luxembourg (tím) và nhà Wittelsbach (xanh) trong Đế quốc La Mã Thần thánh, thế kỷ 14

Rudolf gả con gái Guta nhà Habsburg cho con trai của Otakar là Václav II, người đã giữ lại vương quốc Bohemia. Sau khi đạt được thỏa thuận với Tuyển hầu tước, ông đã trao các lãnh thổ Áo cho các con trai của mình là Albrecht và Rudolf II tại Nghị viện năm 1282 ở Augsburg, nâng họ lên hàng Công tước của Đế quốc La Mã Thần thánh. Quyền trưởng nam thừa kế được thực hiện với Hiệp ước Rheinfelden một năm sau đó. Hậu duệ của Rudolf cai trị Áo và Steiermark cho đến năm 1918.
Trong thế kỷ 14 và 15, nhà Habsburg đã tích lũy các tỉnh xa hơn ở phía đông nam của Đế quốc: Công quốc Kärnten và huyện biên giới Carniola, ban đầu được nhượng cho nhà Gorizia nhưng rơi trở lại vào tay nhà Habsburg vào năm 1335; Quận Tyrol đã được Nữ bá tước Margarete nhượng lại cho Công tước Rudolf IV của Áo vào năm 1363. Các lãnh thổ này cùng nhau được gọi là 'Vùng đất cha truyền con nối' của Habsburg, mặc dù đôi khi chúng được gọi chung là Áo. Rudolf thiết lập dinh thự của mình tại Cung điện Hofburg ở Vienna và vào năm 1358/59, ông đã có Privilegium Maius giả mạo để tự nâng mình lên thành 'Đại vương công Áo' đặc quyền đặc lợi của Đế quốc.
Hai thế kỷ sau đó là hai thế kỉ đầy biến động đối với công quốc. Dưới sự cai trị của nhà Habsburg, một số cuộc đàn áp Pháp đình tôn giáo chống lại người theo giáo phái Vaudès đã được thực hiện, đặc biệt là bởi giáo sĩ Petrus Zwicker vào cuối thế kỷ 14. Sau thời kỳ cai trị ngắn ngủi nhưng đầy biến cố của Công tước Rudolf IV, các anh trai của ông là Albrecht III và Leopold III đã phân chia các lãnh thổ của Áo cho nhau theo Hiệp ước Neuberg được ký kết vào năm 1379. Albrecht giữ lại Áo trong khi Leopold giữ các lãnh thổ còn lại. Năm 1402, có một sự chia rẽ khác trong nhánh Leopold, khi Công tước Ernst chiếm Nội Áo (tức là các công quốc Steiermark, Kärnten và Carniola) và Công tước Friedrich IV trở thành người cai trị Tyrol và Ngoại Áo. Sự chia rẽ đã làm suy yếu vị thế của nhà Habsburg, khiến cán cân quyền lực nghiêng về phía các đối thủ của họ là nhà Luxemburg và nhà Wittelsbach.
Nhánh Albrecht Habsburg một lần nữa trở thành Hoàng đế khi vào năm 1438, Công tước Albrecht V của Áo được bầu làm Vua của người La Mã làm người kế vị cho người cha vợ nhà Luxemburg, Hoàng đế Sigismund. Mặc dù triều đại của Albrecht chỉ kéo dài một năm, ông đã được kế vị bởi người anh họ nhánh Leopold, con trai của Công tước Ernst, Friedrich V, người cuối cùng đã thống nhất các lãnh thổ của nhà Habsburg sau sự tuyệt tự của nhánh Albrecht (1457) và nhánh Tyrol Lớn (1490). Công tước Friedrich lên ngôi Hoàng đế La Mã Thần thánh (như Friedrich III) vào năm 1452; ông chính thức thừa nhận việc nâng nước Áo lên thành đô hộ một năm sau đó, sau đó tất cả các vương công của nhà Habsburg đều mang tước vị tổng công. Chỉ có hai người không thuộc gia tộc Habsburg trị vì Đế quốc từ năm 1438 đến năm 1806, khi Hoàng đế Franz II thoái vị.